# LXVe législature du Congrès de l'Union du Mexique
LXIVe LXVIe
La LXVe législature du Congrès de l'Union est un cycle parlementaire au Mexique qui s'est ouvert le 1er septembre 2021 à la suite des élections législatives de 2021 pour s'achever le 31 août 2024. Le parti du président Andrés Manuel López Obrador, le Mouvement de régénération nationale (MORENA), ainsi que ses alliés détiennent la majorité absolue à la Chambre des députés et au Sénat de la République.
Les sénateurs élus aux élections fédérales de 2018 pour un mandat de six ans continuent à occuper leurs fonctions depuis la législature précédente. Les députés élus aux élections législatives de 2021 le sont pour cette seule législature, cependant à la suite de la réforme électorale de 2014, et pour la première fois depuis 1933, les députés qui sont membres de la législature précédente ont eu la possibilité de se faire réélire pour un maximum de trois mandats consécutifs,.

## Sénat de la République

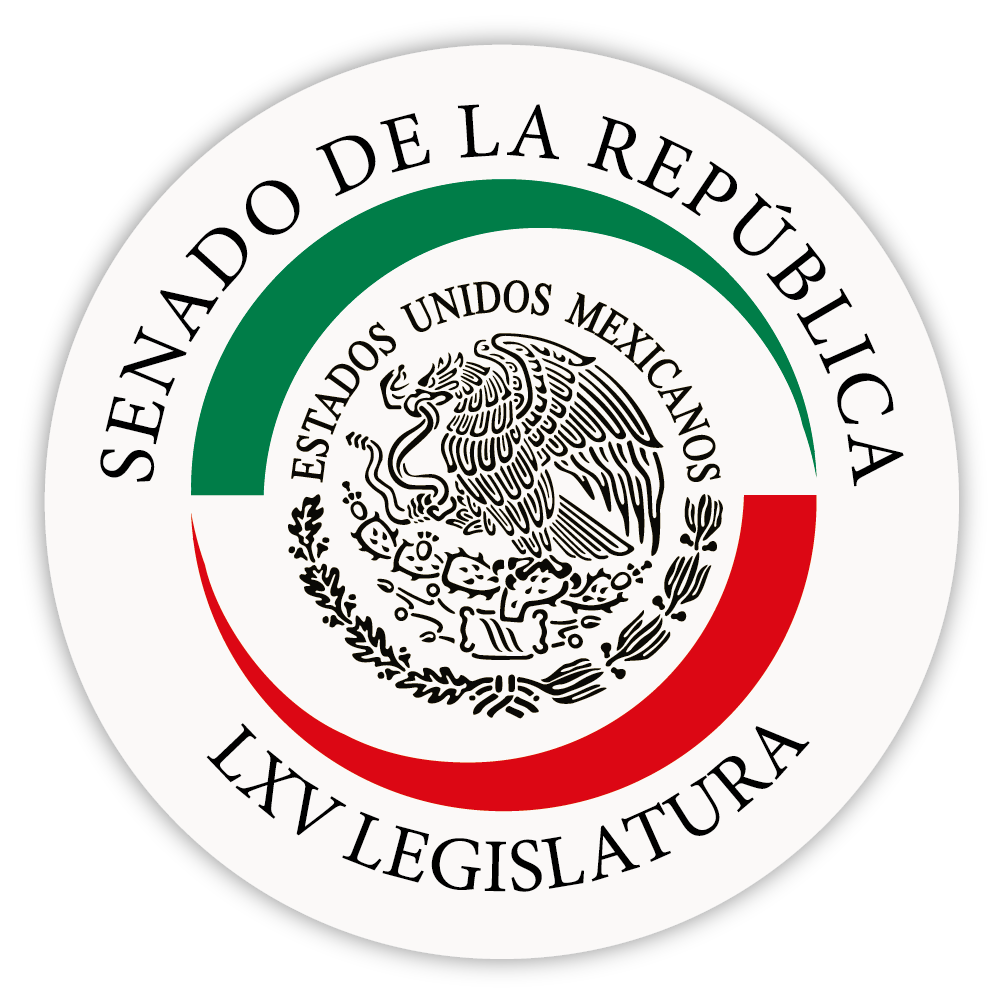
Logo du Sénat pour la LXVe législature.

Le Sénat de la République est composé de 128 sénateurs élus pour six ans, soit pour deux législatures. Il y trois sièges pour chacun des États plus le district fédéral de la capitale Mexico. Ils peuvent être réélu pour un mandat de six ans.

### Nombre de sénateurs par parti politique
| Parti                                                          | Parti                                | Sénateurs Majorité relative | Sénateurs Première minorité | Sénateurs Représentation proportionnelle | Total |
| -------------------------------------------------------------- | ------------------------------------ | --------------------------- | --------------------------- | ---------------------------------------- | ----- |
|                                                                | Parti action nationale               | 6                           | 9                           | 5                                        | 21    |
|                                                                | Parti révolutionnaire institutionnel | 1                           | 7                           | 5                                        | 13    |
|                                                                | Parti de la révolution démocratique  | 0                           | 2                           | 1                                        | 3     |
|                                                                | Parti du Travail                     | 4                           | 0                           | 1                                        | 5     |
|                                                                | Parti vert écologiste du Mexique     | 1                           | 2                           | 3                                        | 6     |
|                                                                | Mouvement citoyen                    | 5                           | 3                           | 2                                        | 10    |
|                                                                | Mouvement de régénération nationale  | 44                          | 7                           | 10                                       | 61    |
|                                                                | Parti de la Réunion sociale          | 1                           | 0                           | 3                                        | 4     |
|                                                                | Sans parti                           | 2                           | 2                           | 1                                        | 5     |
| Total                                                          | Total                                | 64                          | 32                          | 32                                       | 128   |
| Sources : Institut national électoral. Sénat de la République. |                                      |                             |                             |                                          |       |

### Présidence du Sénat
| Nom                    | Parti  | Début              | Fin                |
| ---------------------- | ------ | ------------------ | ------------------ |
| Olga Sánchez Cordero   | MORENA | 1er septembre 2021 | 1er septembre 2022 |
| Alejandro Armenta Mier | MORENA | 1er septembre 2022 | en cours           |

## Chambre des députés

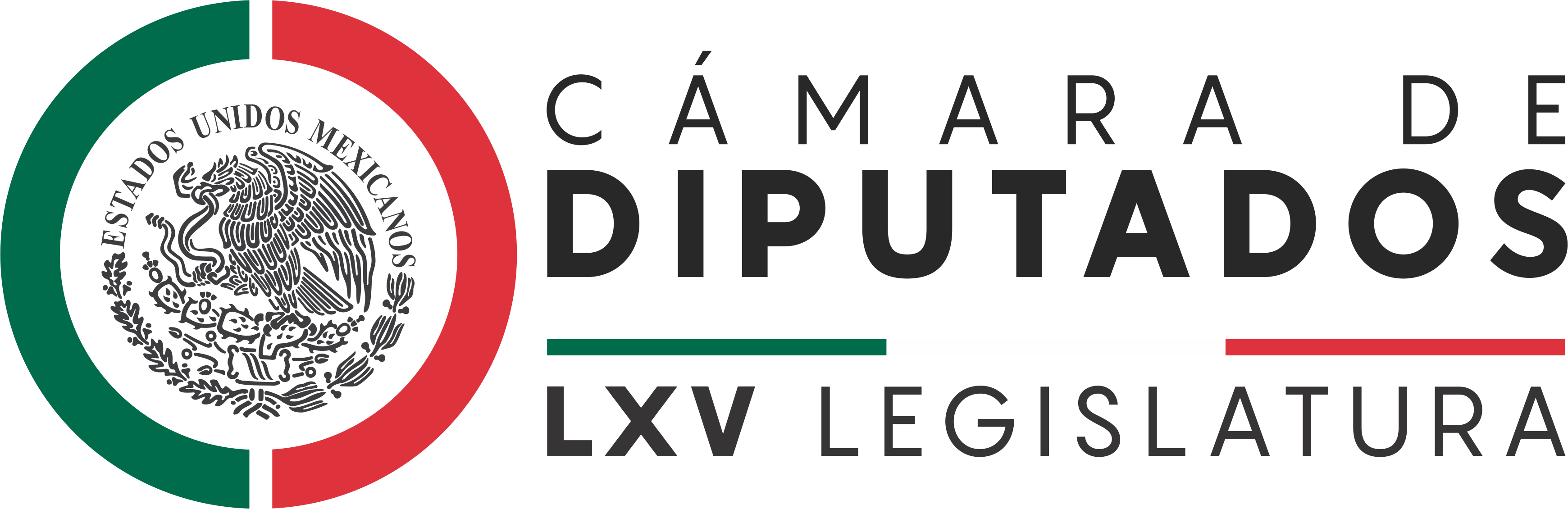
Logo de la Chambre pour la LXVe législature.

La Chambre des députés est composée de 500 membres élus pour une période de 3 ans et qui peuvent être réélus jusqu'à trois fois consécutivement. 300 députés sont élus au suffrage universel direct dans chacun des districts électoraux (es), et les 200 autres moyennant un système de listes au sein de cinq circonscriptions fédérales (es).

### Nombre de députés par parti politique
| Parti                         | Parti                                | Députés Majorité relative | Députés Représentation proportionnelle | Total |
| ----------------------------- | ------------------------------------ | ------------------------- | -------------------------------------- | ----- |
|                               | Parti action nationale               | 73                        | 40                                     | 113   |
|                               | Parti révolutionnaire institutionnel | 31                        | 39                                     | 70    |
|                               | Parti de la révolution démocratique  | 7                         | 8                                      | 15    |
|                               | Parti du Travail                     | 26                        | 7                                      | 33    |
|                               | Parti vert écologiste du Mexique     | 28                        | 12                                     | 40    |
|                               | Mouvement citoyen                    | 9                         | 16                                     | 25    |
|                               | Mouvement de régénération nationale  | 125                       | 78                                     | 203   |
|                               | Parti de la Réunion sociale          | 29                        | 0                                      | 29    |
|                               | Sans parti                           | 1                         | 0                                      | 1     |
| Total                         | Total                                | 299                       | 200                                    | 499   |
| Source : Chambre des députés. |                                      |                           |                                        |       |

### Présidence de la Chambre
| Nom                   | Parti  | Début              | Fin                |
| --------------------- | ------ | ------------------ | ------------------ |
| Sergio Gutiérrez Luna | MORENA | 1er septembre 2021 | 1er septembre 2022 |
| Santiago Creel        | PAN    | 1er septembre 2022 | en cours           |